# Сітний
Сітни́й — село в Ясінянській селищній громаді Рахівського району Закарпатської області України. Згадується у ХІХ столітті. Поруч села є кілька джерел мінеральної води.

## Метеорит Боркут
13 жовтня 1852 року о 15.00 в селі впав метеорит (координати: широта: 48o9.000 N, довгота: 24o17.000 E). Вага – 7 кг, тип – L5. Головна маса зберігається в Тюбінгенському університеті (Німеччина). Знайдено: Jozsef Poschl, лісником села Кваси, у 1852 г.

## Географія
Через село тече річка Сітни, ліва притока Чорної Тиси.

## Населення
Згідно з переписом УРСР 1989 року чисельність наявного населення села становила 168 осіб, з яких 77 чоловіків та 91 жінка.
За переписом населення України 2001 року в селі мешкали 142 особи. 100 % населення вказало своєю рідною мовою українську.